# Eilema tibeta
Eilema tibeta är en fjärilsart som beskrevs av Daniel 1954. Eilema tibeta ingår i släktet Eilema och familjen björnspinnare. Inga underarter finns listade i Catalogue of Life.